# گلین کی‌یوگ
گلین کی‌یوگ (به انگلیسی: Glyn Ceiriog) یک روستا در بریتانیا است که در شهرستان مستقل ورکسام واقع شده‌است. گلین کی‌یوگ ۱٬۰۴۰ نفر جمعیت دارد.